# Óscar Peñas García
Óscar Peñas García (Madrid, 17 de noviembre de 1974) es un deportista español que compitió en judo, en las categorías de –60 kg y –66 kg.
Participó en tres Juegos Olímpicos, en los años 2000 y 2008, obteniendo un diploma de quinto lugar en Atenas 2004. Ganó tres medallas en el Campeonato Europeo de Judo entre los años 1998 y 2004.

## Palmarés internacional
| Campeonato Europeo | Campeonato Europeo      | Campeonato Europeo | Campeonato Europeo |
| Año                | Lugar                   | Medalla            | Categoría          |
| ------------------ | ----------------------- | ------------------ | ------------------ |
| 1998               | Oviedo (España)         | Medalla de bronce  | –60 kg             |
| 1999               | Bratislava (Eslovaquia) | Medalla de oro     | –60 kg             |
| 2004               | Bucarest (Rumania)      | Medalla de bronce  | –66 kg             |